# Fabula togata
La fabula togata (o fabula tabernaria) era un tipus de comèdia romana que es caracteritzava per tenir ambientació i personatges romans o itàlics i pels seus arguments complexes i de tipus festiu. Era una contraposició de la fabula palliata, no tenia model grec directe i prioritzava l'expressió literària sobre la corporal. Rep el seu nom a la toga romana.
El terme també s'utilitzava per referir-se a tots els tipus de gèneres dramàtics romans.
La togata va ser un gènere que va tenir el seu apogeu entre el 218 i el 77 aC.

## Característiques
No es coneix del cert el moment en què va ser introduïda; el terme togata només s'ha trobat que hi hagi evidències d'haver sigut utilitzat en època republicana i de forma tardana. Uns dels trets més importants de la togata és que l'acció es produeix a Roma i els personatges que hi apareixen són itàlics o romans. Els personatges de la togata són de caràcter ordinari però això no significa que tots siguessin pobres; apareixien personatges de totes les classes, tot i que uns dels més característics són aquells que representen professions.
En aquest gènere apareixen menys personatges i actors que en les comèdies gregues. L'aparició de déus també es redueix, atès que la trama es produeix en un ambient del dia a dia, apartada de l'influencia divina. Si apareixien divinitats solen ser menors i relacionades amb la vida quotidiana.
Respecte a les relacions entre els homes i les dones la togata sembla no exposar potencials relacions extramatrimonials, sinó que les fa ocòrrer en el propi ambient familiar. El enfocament del matrimoni i les seves conseqüències que dona fa que s'apropi més a la vida real. A més, en la trama no és necessària l'aparició d'un conflicte generacional.
A dir per la seva disposició, els personatges i els temes, era, probablement, la forma dramàtica que més s'acostava a ser un reflex de la vida. Sèneca afirmava que una togata seria estava a mig camí entre la comèdia i la tragèdia, i que aquesta contenia temes seriosos.
En qüestions de mètrica i llenguatge no es poden observar grans diferències respecte a altres formes dramàtiques republicanes, i respecte a l'estructura dramàtica no es poden fer gaires assumpcions degut al poc que s'ha conservat. El que sí es coneix del cert és que els autors de togata semblaven seguir tenint en compte la Nova Comèdia grega i les seves adaptacions romanes.

## Cronologia i evolució
Eli Donat menciona a Livi Andronic com a inventor de la togata (Donat. Com. 5.4), tot i que aquesta informació s'ha descartat, ja que no es pot confirmar a través d'altres fonts. Sembla més aviat que Livi Andronic va transferir els gèneres literaris a Roma, però qui va fer el pas de romanitzar-los va ser Gneu Nevi (del qual tampoc en queda evidència, tot i coincidir amb el seu estil poètic).
Els estudiosos, més endavant, en desacord amb aquestes teories, van assumir que la togata va sorgir més tard que els altres tres gèneres. Aquesta suposició es fonamentava en la creixent hel·lenització i l'eventual declivi de les palliatae. Tot i que és cert que es van produir unes quantes palliatae noves a meitats del s.II aC i més endavant. Però al public no va acabar de rebre bé les palliatae; és possible que hi hagués aquest rebuig degut a la reutilització de trames fetes per Plaute. Així que les togatae és molt possible que siguin el resultat del desig de crear una forma còmica romana.
També s'ha de tenir en compte que, en acabar la Segona Guerra Púnica, els romans visqueren una sèrie de canvis en la seva societat i tingueren un contacte intens amb els grecs, produint que es volguessin protegir i mantenir els costums romans (el qual es reflecteix en la togata). En aquesta època les noves palliatae s'estaven escrivint, així que les fases creatives de les dues es van solapar.
Al final la togata, tot i ser més distesa, sofreix canvis a final del període republicà, decaient. L'increment de la seriositat fa que el públic perdi l'interès en aquest gènere.

## Principals autors
Els únics representants coneguts amb seguretat són Titini, Afrani, i Tit Quinti Ata, aportació dels quals cobreix el s.II i principis del s.I aC. Els tres autors compartien les característiques comunes de la togata i a part tenien les seves pròpies distintives.

### Titini
Va estat actiu entre els anys 200 i 190 a.C. És el primer escriptor de togata conegut. No es coneix gaire sobre la seva vida. Es creu que va ser contemporani de Plaute, degut a la noticia de Joan Lidi. No es coneix el seu praenomen ni el seu cognomen, però es pot deduir pel seu nom que pertanyia a una important família plebea, ja que es té constància d'un Marc Titini i un Sixte Titini que van ser tribuns de la plebs al 449 a.C i al 439 a.C, així com altres personatges que van ocupar càrrecs rellevants durant la República.
Va experimentar aparentment amb la nova forma dramàtica i estava en procés de crear-ne un tipus que tingué el seu punt de partida de l'atellana (més seriosa i menys estereotipada) i la palliata (més seriosa i romana), segons els costums romans (presentant els afers amorosos en un ambient marital i familiar romà) i tocava temes d'interès (fent esment de discussions i temes socials actuals).
La llengua que utilitza és de caràcter popular, col·loquial, directe, plena de termes i expressions iguals o semblants a les de Plaute, però també de formes úniques, que condueix fins al llatí parlat pels romans i romanes del seu temps. En la mètrica Titini utilitza versos iàmbics i trocaics en els diàlegs, com Plaute o altres comediògrafs romans, però també es troben diversos metres bàquics i anapèstics. En les seves obres la manera de ser romana és molt visible: tres d'elles involucren ciutats del Laci i es mencionen persones que parlen en osc i volsc, però no en llatí.
Respecte al que es conserva de la seva obra queden 124 fragments, que es reparteixen entre 180 versos o fragments de vers: d'aquests 152 corresponen a quinze comèdies:
- Barbatus (El barbut),
- Caecus (El cec),
- Fullones (Los tintorers),
- Gemina (La bessona),
- Hortensius (Hortensi),
- Insubra (La ínsubra),
- Iurisperita (La jurisconsulta),
- Prilia (?),
- Priuigna (La fillastra),
- Psaltria siue Ferentinatis (La citarista o La noia de Ferentini),
- Quintus (Quint),
- Setina (La noia de Setia),
- Tibicina (La flautista),
- Varus (El camatort),
- Veliterna (La dona de Velitres)

Els 28 versos restants són impossibles de determinar a quina comèdia pertanyen. No es pot determinar l'argument de cap degut a la gran fragmentació.

### Afrani
Afrani és el segon representant. Va viure en ple segle ii aC. El mateix autor reconeix ser posterior a Titini en un fragment de la seva comèdia Compitalia (v.29), dient que aquest era el millor dels còmics romans. De la seva vida no és coneix pràcticament res. De les seves obres es conserven 300 fragments, que es reparteixen entre 432 versos o fragments de vers: d'aquests, 400 corresponen a les 44 comedies següents:
- Abducta (La raptada),
- Aequales (Els de igual edat),
- Auctio (La subhasta),
- Augur (L'augur),
- Brundisinae (Les dones de Bríndisi),
- Cinerarius (El perruquer),
- Compitalia (Les festes Compitals),
- Consobrini (Els cosins germans),
- Crimen (L'acusació),
- Deditio (La capitulació),
- Depositum (El dipòsit),
- Diuortium (El divorci),
- Emancipatus (L'emancipat),
- Epistula (La carta),
- Exceptus (El recollit),
- Fratriae (Les cunyades),
- Ida (?),
- Incendium (L'incendi),
- Inimici (Els enemics),
- Libertus (El llibert),
- Mariti (Els esposos),
- Materterae (Les ties maternes),
- Megalensia (Les festes megalenses),
- Omen (El presagi),
- Panteleus (Panteleu),
- Patellea (La comèdia del plat),
- Pompa (La processó),
- Priuignus (El fillastre),
- Prodigus (El malgastador),
- Proditus (El traït),
- Promus (El reboster),
- Prosa –uel Rosa– (?),
- Purgamentum (La mundícia),
- Repudiatus (El repudiat),
- Sella (La cadira),
- Simulans (El fingidor),
- Sorores (Les germanes),
- Suspecta (La sospitosa),
- Talio (El talió),
- Temerarius (L'imprudent),
- Thais (Tais),
- Titulus (El cartell),
- Virgo (La donzella),
- Vopiscus (El bessó supervivent)

Els 32 versos següents son de obres impossibles de determinar.
Va estar actiu poc després de Terenci, en un moment de gran influència grega. Sembla que era més sofisticat; jugava amb la tradició literària que el precedia. Feia parlar als seus personatges en l'estil de l'oratòria. Prenia el que millor podia aplicar, sense tenir en compte si era grec o romà, i no intentava amagar-ho (més aviat, intentava que l'audiència reconegués aquests trets). Les seves comèdies van tenir una gran influència de Menandre i Terenci. Respecte a la mètrica presenta una gran majoria de senaris, septenaris y octanaris iàmbics i septenaris trocaics.

### Titus Quinci Ata
Titus Quinici Ata és l'últim representant. No es coneix res de la seva vida, però es conserva els seus tria nomina, i gràcies al nomen se sap que es tractava d'un membre de la gens Quinctia, família patrícia que havia tingut representants il·lustres durant la República. Són molt escasses les restes de la seva obra, que probablement no va ser abundant. Se'n conserven 16 fragments, que sumen 21 versos o parts de vers; 17 corresponen a les 11 comèdies següents:
- Aedilicia (La comèdia dels edils),
- Aquae caldae (Les aigües termals),
- Conciliatrix (La mediadora),
- Gratulatio (L'agraïment),
- Lucubratio (El treball nocturn),
- Materterae –siue Matertera– (Les tietes maternes –o La tieta materna–),
- Megalensia (Les festes Megalenses),
- Satura (La barreja),
- Socrus (La sogra),
- Supplicatio (La súplica),
- Tiro proficiscens (La marxa del recluta).

A causa de la brevetat del que es conserva no es pot saber gaire sobre la seva obra. De fet, sembla que ni els gramàtics ni els comediògrafs de l'època semblaven estar interessats en Ata; és la exemplificació del declivi de la togata.